# Maksymilian Nożyczkowski
Maksymilian Nożyczkowski (ur. październik 1837 w Przedczu, zm. 27 listopada 1933 w Krakowie) – polski kowal i artysta, powstaniec styczniowy.

## Życiorys
Syn Maksymiliana i Marianny z Wasilewskich. W młodości pracował w warsztacie ojca, który był kowalem.
W 1863 roku przyłączył się do powstania styczniowego, walczył w oddziale Oborskiego, a następnie przyłączył się do oddział Edmunda Taczanowskiego. W kwietniu 1863 roku brał udział w bitwie pod Brdowem, a 8 maja tego samego roku został ciężko ranny w nogę podczas bitwy pod Ignacewem. Ukrywał się w majątku Ignacego Lipskiego w Chodeczku, następnie został aresztowany i osadzony w areszcie w Kłodawie, wkrótce potem został zwolniony dzięki interwencji mieszkańców miasta.
Po powstaniu styczniowym zajmował się malarstwem i muzyką. Był działaczem Kujawskiego Związku Weteranów we Włocławku. Po śmierci swojej 3 żony, w 1927 roku wyjechał z Przedcza i zamieszkał w Krakowie, w Schronisku dla Weteranów przy ul. Biskupiej 18.
W 1930 roku został odznaczony Krzyżem Niepodległości z Mieczami i awansowany na stopień podporucznika.
Zmarł 27 listopada 1933 roku, pochowany został na cmentarzu Rakowickim.